# The Lady in Dignity
The Lady in Dignity (en hangul, 품위있는 그녀; hanja: 品位있는 그女; RR: Pumwi Inneun Geunyeo) es una serie televisiva surcoreana dirigida por Kim Yoon-chul y protagonizada por Kim Hee-sun, Kim Sun-a, Jung Sang-hoon, Lee Tae-im y Lee Ki-woo. Se emitió por el canal de cable JTBC los viernes y sábados a las 23:00 horas (KST) del 16 de junio al 19 de agosto de 2017. Fue uno de los dramas coreanos de mayor audiencia en la historia de la televisión por cable.

## Sinopsis
Es la historia de una elegante mujer llamada Woo Ah-jin (Kim Hee-sun), que se ha casado con el hijo del propietario de una importante empresa. Con él ha tenido una hija y juntos disfrutan de una vida de lujo, hasta que Park Bok-ja (Kim Sun-ah) entra en su vida. Esta, que es contratada en la casa como cuidadora del suegro de Ah-jin, aspira a la riqueza que ve a su alrededor.

## Reparto

### Principal
- Kim Hee-sun como Woo Ah-jin. Una mujer alegre, elegante y carismática, que entró por matrimonio en una familia rica, pero que sufre la traición de su marido.
- Kim Sun-a como Park Bok-ja. Una mujer tranquila e imperturbable que se abre camino en el tótem social a pesar de provenir de una aldea.
- Jung Sang-hoon como Ahn Jae-suk. El marido infiel de Ah-jin.
- Lee Tae-im como Yoon Sung-hee. La profesora de arte sexy de Ji-hoo que está abrumada por la codicia por la fama y el honor. Tae-im traiciona a Ah-jin, quien la ayudó a ingresar al mundo del arte, y la engaña con su esposo Jae-suk.
- Lee Ki-woo como Kang Ki-ho. Un paciente en coma convertido en abogado.

### Secundario

#### Personas cercanas a Ah-jin
- Yoo Seo-jin como Cha Ki-ok.
- Lee Hee-jin como Kim Hyo-joo.
- Jung Da-hye como Oh Kyung-hee.
- Oh Yeon-ah como Baek Joo-kyung.
- Moon Hee-kyung como Madam Geum.
- Choi Yoon-so como Heo Jin-hee.

#### Personas cercanas a Jae Suk
- Kim Yong-gun como Ahn Tae-dong.
- Seo Jeong-yeon como Park Joo-mi.
- Han Jae-young como Ahn Jae-goo.
- Oh Na-ra como Ahn Jae-hee.
- Yoon Sa-bong como Yoon-su.
- Lee Chae-mi como Ahn Ji-hoo.

### Extendido
- Song Young-gyu como Jang Sung-soo.
- Kim Bub-rae como Seo Moon-tak.
- Chae Dong-hyun como Kim Bong-shik.
- Hwang Hyo-eun como Chun Bang-soon.
- Jo Sung-yoon como Goo Bong-chul.
- Lee Jung-eun como Gook Sun-young.
- Song Tae-yoon como Choi Ki-seok.
- Seo Kyung-hwa como la Sra. Jo.
- Lee Geon-woo como Ahn Woo-kyu.
- Yoon Ye-in como Kyung San-daek.
- So Hee-jung como Oh Poong-sook.[6]
- Park Jin-woo como el jefe del departamento Park.
- Lee Young Hoon como el Sr. Kim.
- Lee Kan-hee como la Sra. Kwak.
- Kim Sun-bin como Han Min-ki.
- Baek Seung-hoon como guardaespaldas.
- Baek Bo-ram como Se-hee.
- Jeon Soo-kyung como el director Seo.
- Jun Hun-tae como el detective Lee.

- Park Hoon.

### Apariciones especiales
- Ryu Seung-soo como el padre de Ah-jin.
- Jung Yu-mi como cliente (episodio 6).
- Yoon So-yi como pescadera (episodio 20).

## Banda sonora original
| Parte | N.º | Título                                   | Letra                      | Música                                                 | Artista        | Duración |
| ----- | --- | ---------------------------------------- | -------------------------- | ------------------------------------------------------ | -------------- | -------- |
| 1     | 1   | When the Cold Wind Blows (찬바람이 불면) | E-QLO                      | E-QLO, B.O.K.                                          | Ivy            | 4:57     |
| 1     | 2   | When the Cold Wind Blows (inst.)         |                            | E-QLO, B.O.K.                                          |                | 4:57     |
| 2     | 1   | Fly with the Wind (돌려놔)               | Kun-yo                     | Kun-yo, Yudam, Lee Won-suk, Lee Seong-hyun             | Navi, Lina     | 3:37     |
| 2     | 2   | Fly with the Wind (inst.)                |                            | Kun-yo, Yudam, Lee Won-suk, Lee Seong-hyun             |                | 3:37     |
| 3     | 1   | Only Love You (너만 사랑하다가)          | Han Sang-won, The Brothers | Han Sang-won                                           | The Brothers   | 3:36     |
| 3     | 2   | Only Love You (inst.)                    |                            | Han Sang-won                                           |                | 3:36     |
| 4     | 1   | Don't Want To Believe (믿고 싶지 않아)   | Blueblack                  | Jion                                                   | Lee Si-eun     | 3:58     |
| 4     | 2   | Don't Want To Believe (inst.)            |                            | Jion                                                   |                | 3:58     |
| 5     | 1   | I Miss You (보고싶어)                    | Oh Sung-hwan, Jung Young-a | Oh Sung-hwan, Jung Young-a                             | Kim Seong-ri   | 3:46     |
| 5     | 2   | I Miss You (inst.)                       |                            | Oh Sung-hwan, Jung Young-a                             |                | 3:46     |
| 6     | 1   | Drunken Night (Drama ver.) (보고싶어)    | Norwegian Wood, Kun-yo     | Norwegian Wood, Kang Seung-hyun, Blue Mangtto, Rubatov | Norwegian Wood | 3:38     |
| 7     | 1   | Anything                                 |                            |                                                        | B. Heart       | 3:15     |
| 7     | 2   | Anything (inst.)                         |                            |                                                        |                | 3:15     |
| 8     | 1   | Why (왜)                                 | E-QLO, B.O.K.              | E-QLO, B.O.K.                                          | The NuTs       | 4:04     |
| 8     | 2   | Why (inst.)                              |                            | E-QLO, B.O.K.                                          |                | 4:04     |
| 9     | 1   | Anding                                   | E-QLO, B.O.K., Stephanie   | E-QLO, B.O.K., Sui.Jay                                 | Stephanie      | 3:49     |
| 9     | 2   | Anding (inst.)                           |                            | E-QLO, B.O.K., Sui.Jay                                 |                | 3:49     |

## Recepción
The Lady in Dignity es una de las series mejor calificadas de JTBC con un índice de audiencia de un solo episodio del 12,065 %. Según el crítico cultural Jung Duk-hyun, el drama no es solo una telenovela sobre asuntos de pareja, sino un «drama social» donde la confrontación de las dos mujeres simboliza el poder y las estructuras de clase de la sociedad.
Debido a su popularidad, JTBC volvió a emitir la serie del 2 al 6 de octubre de 2017, programando cuatro episodios por día a partir de las 7:00 (KST).

### Índices de audiencia
En la tabla inferior, en azul aparecen los índices más bajos, y en rojo los más altos.
| Ep.      | Fecha de emisión original | Título                                                      | Índices de audiencia | Índices de audiencia | Índices de audiencia |
| Ep.      | Fecha de emisión original | Título                                                      | AGB Nielsen          | AGB Nielsen          | TNmS                 |
| Ep.      | Fecha de emisión original | Título                                                      | Nacional             | Seúl                 | Nacional             |
| -------- | ------------------------- | ----------------------------------------------------------- | -------------------- | -------------------- | -------------------- |
| 1        | 16 de junio de 2017       | A Life With a Great View (전망 종은 인생)                   | 2,044 %              | 2,435 %              | 2,2 %                |
| 2        | 17 de junio de 2017       | Matisse & Kandinsky (마티스와 칸딘스키)                     | 3,108 %              | 3,126 %              | 2,5 %                |
| 3        | 23 de junio de 2017       | Dangerous Gossip (위험한 가십)                              | 2,871 %              | 3,273 %              | 2,8 %                |
| 4        | 24 de junio de 2017       | Choice and Secret (선택과 비밀)                             | 3,285 %              | 3,149 %              | 3,8 %                |
| 5        | 30 de junio de 2017       | Greed, With Love (탐욕은 사랑을 타고)                       | 3,609 %              | 3,658 %              | 2,6 %                |
| 6        | 1 de julio de 2017        | Night Before the Storm (폭풍전야)                           | 4,518 %              | 5,250 %              | 3,5 %                |
| 7        | 7 de julio de 2017        | Triangle (드라이앵글)                                       | 4,091 %              | 4,346 %              | 2,4 %                |
| 8        | 8 de julio de 2017        | The Glass Ceiling and The Glass Floor (유리천장과 유리바닥) | 5,795 %              | 6,285 %              | 5,9 %                |
| 9        | 14 de julio de 2017       | Prologue of War (전쟁의 서막)                               | 5,010 %              | 5,196 %              | 4,2 %                |
| 10       | 15 de julio de 2017       | The Last Brunch (마지막 브런치)                             | 6,899 %              | 7,326 %              | 7,6 %                |
| 11       | 21 de julio de 2017       | Twisted Fate (억갈린 운명)                                  | 8,476 %              | 9,062 %              | 8,0 %                |
| 12       | 22 de julio de 2017       | Charm of Mutual Benefit (상생의 묘미)                       | 8,944 %              | 9,493 %              | 8,3 %                |
| 13       | 28 de julio de 2017       | Show Me the Money (쇼 미 더 머니)                           | 6,773 %              | 7,068 %              | 6,0 %                |
| 14       | 29 de julio de 2017       | Timing (타이밍)                                             | 9,131 %              | 9,575 %              | 8,5 %                |
| 15       | 4 de agosto de 2017       | The Suspects (용의자들)                                     | 7,398 %              | 8,089 %              | 6,6 %                |
| 16       | 5 de agosto de 2017       | Unpredictable Future (예측불허)                             | 9,986 %              | 10,364 %             | 9,9 %                |
| 17       | 11 de agosto de 2017      | Just Like Her (그 녀 처럼)                                  | 8,430 %              | 8,982 %              | 7,7 %                |
| 18       | 12 de agosto de 2017      | The Point of No Return (돌아올 수 없는 지점)                | 9,748 %              | 10,250 %             | 9,2 %                |
| 19       | 18 de agosto de 2017      | Nobody Knows (아무도 모른다)                                | 9,694 %              | 9,953 %              | 7,2 %                |
| 20       | 19 de agosto de 2017      | Curtain Call (커튼콜)                                       | 12,065 %             | 12,692 %             | 10,9 %               |
| Promedio | Promedio                  | Promedio                                                    | 6,594 %              | 6,979 %              | 6,0 %                |

## Premios y nominaciones
| Año  | Premio                    | Categoría                     | Candidato           | Resultado | Ref.          |
| ---- | ------------------------- | ----------------------------- | ------------------- | --------- | ------------- |
| 2017 | 10th Korea Drama Awards   | Premio a la excelencia, Actor | Lee Ki-woo          | Nominado  |               |
| 2017 | 10th Korea Drama Awards   | Premio Hot Star               | Lee Tae-im          | Ganadora  |               |
| 2017 | 1st The Seoul Awards      | Mejor drama                   | The Lady in Dignity | Nominada  | [ 10 ] [ 11 ] |
| 2017 | 1st The Seoul Awards      | Mejor actriz                  | Kim Hee-sun         | Nominada  | [ 10 ] [ 11 ] |
| 2017 | 1st The Seoul Awards      | Mejor actor de reparto        | Jung Sang-hoon      | Ganador   | [ 10 ] [ 11 ] |
| 2017 | 1st The Seoul Awards      | Mejor actriz de reparto       | Seo Jeong-yeon      | Nominada  | [ 10 ] [ 11 ] |
| 2017 | 2nd Asia Artist Awards    | Gran Premio (Daesang)         | Kim Hee-sun         | Ganadora  | [ 12 ]        |
| 2018 | 54th Baeksang Arts Awards | Mejor director                | Kim Yoon-chul       | Ganador   | [ 13 ] [ 14 ] |
| 2018 | 54th Baeksang Arts Awards | Mejor actriz                  | Kim Hee-sun         | Nominada  | [ 13 ] [ 14 ] |
| 2018 | 54th Baeksang Arts Awards | Mejor actriz                  | Kim Sun-a           | Nominada  | [ 13 ] [ 14 ] |
| 2018 | 54th Baeksang Arts Awards | Mejor guion                   | Baek Mi-kyung       | Nominado  | [ 13 ] [ 14 ] |
| 2018 | 54th Baeksang Arts Awards | Mejor actor de reparto        | Jung Sang-hoon      | Nominado  | [ 13 ] [ 14 ] |